# ازدواج همجنس در نپال
ازدواج همجنس‌ها در نپال هنوز قانونی نشده و انجام نمی‌شود. دیوان عالی نپال در سال ۲۰۰۸ با قانونی شدن ازدواج همجنس‌ها در این کشور موافقت کرد. اما از آنجایی که نپال کشوری در حال گذر از پادشاهی به دموکراسی است، و مجلس مؤسسان آن تاکنون در تدوین قانون اساسی ناکام بوده‌است، وضعیت ازدواج همجنس‌ها نیز در این کشور مشخص نیست.

## تاریخچه
پس از استقرار دموکراسی در سال ۲۰۰۶ در نپال، ازدواج همجنس‌ها نیز در این کشور انجام می‌شد اما امکان ثبت آن نبود. دیوان عالی نپال در نوامبر ۲۰۰۸ با قانونی شدن ازدواج همجنس‌ها موافقت و دولت را (که توسط مائوئیستها رهبری می‌شد) موظف کرد تا اطمینان حاصل کند که در قانون اساسی حقوق همجنس‌گرایان از جمله امکان ازدواج به رسمیت شناخته خواهد شد و در آن علیه اقلیت‌های جنسی تبعیضی وجود نخواهد داشت. دیوان عالی همچنین به دولت دستور داد تا کمیته‌ای هفت نفره برای بررسی قانون‌های مرتبط با ازدواج همجنس‌ها در کشورهای اروپایی تشکیل دهد.
مجلس مؤسسان نپال در آن زمان مشغول تدوین قانون اساسی آن کشور بود اما این مهم به دلیل وجود اختلاف در میان قانون‌گذاران به تأخیر افتاد؛ و مجلس نتوانست تا پایان ضرب‌الاجل تعیین شده توسط دیوان عالی، قانون اساسی را تدوین کند. در سال ۲۰۱۲ نخست‌وزیر نپال مجلس مؤسسان را منحل کرد. قانون اساسی موقت تا زمان برگزاری انتخابات، جایگزین قانون اساسی این کشور خواهد بود. بنابراین وضعیت قانونی شدن ازدواج همجنس‌ها نیز تا زمان تدوین قانون اساسی مشخص نخواهد بود.

## تأثیر بر اقتصاد
سونیل بابو پانت نخستین قانون‌گذار آشکارا همجنس‌گرای نپال و بنیانگذار انجمن الماس آبی است که در زمینه حمایت از حقوق همجنس‌گرایان فعالیت می‌کند. وی همچنین بنیانگذار شرکتی مسافرتی است که به زوج‌های همجنس‌گرای گردشگری که نپال را برای برگزاری مراسم ازدواج یا گذراندن ماه عسل انتخاب می‌کنند، خدمات ارائه می‌کند. وی معتقد است در حالی که بیشتر کشورهای آسیایی از گردشگران همجنس‌گرا استقبال نمی‌کنند، نپال می‌تواند مقصد مناسبی برای این گردشگران باشد و اقتصاد ضعیف خود را که در طول یک دهه جنگ داخلی آسیب زیادی دیده‌است تقویت کند.
در سال ۲۰۱۰ یک زوج انگلیسی و هندی نخستین توریست‌هایی بودند که در نپال ازدواج کردند.